# Овруч (станция)
Овруч — участковая узловая железнодорожная станция 2-го класса Коростенской дирекции Юго-Западной железной дороги на схождении линий Коростень — Овруч, Овруч — Словечно — Калинковичи, Овруч — Чернигов, Овруч — Белокоровичи между станциями Игнатполь (12 км) и Толкачевский (8 км) в одноимённом городе Житомирской области Украины, входящем в Коростенский район.

## История
Станция построена в 1916 году.
Через Овруч проходит магистраль Санкт-Петербург — Одесса, построенная ещё при Российской империи.
Участок Чернигов — Овруч строился с 1928 года в рамках программы восстановления, модернизации и развития Юго-Западной железной дороги. В 1930 году было открыто движение поездов по участку.
В XXI веке через станцию Овруч проходит значительный грузопоток между Украиной и республикой Белоруссия.
От станции Овруч можно доехать без пересадок до станций:
- Санкт-Петербург
- Могилёв
- Минск
- Витебск
- Винница (все вокзалы)
- Житомир
- Жмеринка
- Орша
- Бобруйск

## Галерея

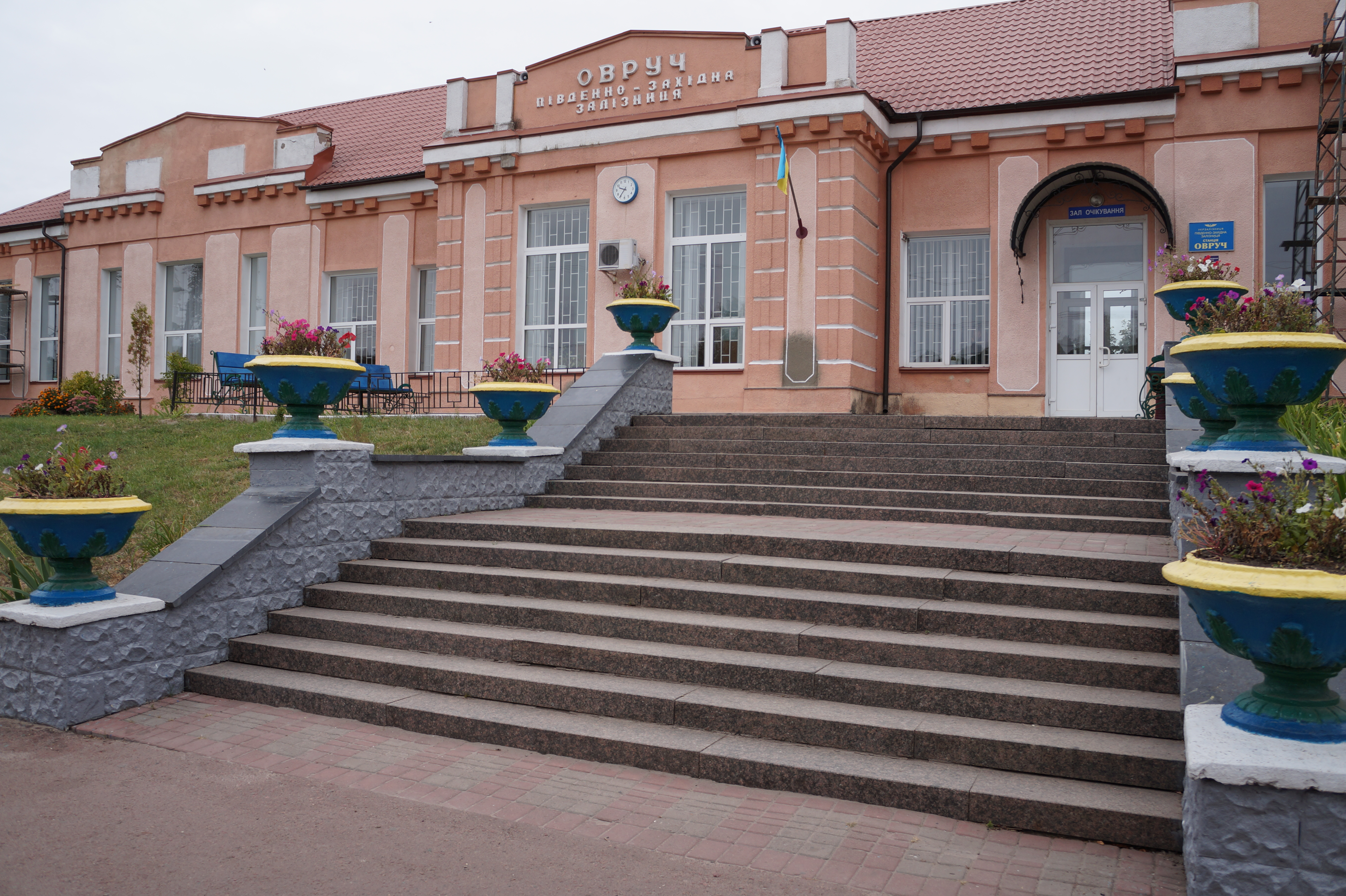
Железнодорожная станция

## Пассажирское сообщение
На станции останавливаются все пригородные и пассажирские поезда. На станции действует пункт контроля «Овруч». Для пассажиров поезда №61/62 Кишинёв— Санкт-Петербург, курсирующего через день, осуществляется пограничный и таможенный контроль.

### Поезда дальнего следования
- 100БФ	Минск → Кишинёв
  - 361Щ	Кишинёв → Минск
- 361Ь	Санкт-Петербург → Кишинёв
  - 361Щ	Кишинёв → Санкт-Петербург